# Charles Miquel
Charles Miquel (né le 4 décembre 1920 - mort pour la France le 16 janvier 1945) est un pilote de chasse et As français de la Seconde Guerre mondiale, ayant combattu au sein du Groupe de chasse Normandie-Niémen.

## Carrière et combats
Né le 4 décembre 1920 dans le petit village de Bessan, dans le département de l'Hérault. Il s'engage dans l'Armée de l'air en 1939, à 18 ans. À l'issue de ses stages de formation dans les centres de Montpellier et d'Étampes, il reçoit sa première affectation comme pilote au GC.I/8, à Salon[Lequel ?], en juin 1940. Démobilisé en mai 1942, il parvient à rejoindre l'Afrique du Nord en février 1943, où on l'affecte à l'école de chasse de Meknès, au Maroc.
En janvier 1944, il se porte volontaire pour rejoindre les pilotes français qui se battent aux côtés des Soviétiques, sur le Front de l'Est, où il arrive en mars suivant. Il obtient bientôt sa première victoire homologuée, un chasseur Focke-Wulf FW.190 abattu au-dessus d'Orscha le 26 juin 1944 mais il est lui-même abattu peu après au-dessus de Baryssaw. Il survit et réussit à rejoindre son unité. À la fin de 1944, il obtient le titre (honorifique) d'As (5 victoires) et est promu au grade d'aspirant. Le 16 janvier 1945, il est porté disparu en ayant été atteint par la Flak allemande au-dessus de Gumbinnen.

## Palmarès et décorations

### Tableau de chasse
- 1944
  - 26 juin - 1 FW.190
  - 17 octobre - 1 Bf.109
  - 20 octobre - 1 FW.190 en coopération
  - 22 octobre - 1 FW.190
  - 23 octobre - 1 FW.190
  - 27 octobre - 1 Bf.109 "probable"
- 1945
  - 14 janvier - 1 Bf.109 en coopération

Au moment de sa disparition, Il était crédité de 6 victoires homologuées, dont 2 en coopération, et d'1 victoire "probable".

### Décorations et mémoire
- Le 9 décembre, il fit partie des 25 pilotes décorés par le général de Gaulle à l’ambassade de France à Moscou.
- Il est titulaire des décorations suivantes :
- Médaille militaire
- Croix de guerre 1939–1945 avec 4 palmes[3]
- Ordre de l'Étoile rouge
- Ordre de la Guerre patriotique 1re classe
- Une plaque commémorative est placée dans un rond-point qui porte son nom de la ville d'Agde